# Folketingsmedlemmer fra Færøerne
|  | Flytteforslag Denne side er foreslået flyttet til Rigsdagsmedlemmer fra Færøerne. Klik her for at se flytteforslaget. |

Liste over folketingsmedlemmer for Færøerne inkluderer alle repræsentanter valgt til den danske Rigsdag fra Færøerne, dvs. politikere valgt til Folketinget siden 1849 og til Landstinget i perioden 1849-1953.

## Folketinget før 1953
| Navn                      | Parti                | Tilknyttet              | Periode   | Bemærkninger                             |
| ------------------------- | -------------------- | ----------------------- | --------- | ---------------------------------------- |
| Niels Christopher Winther | Uafhængig            | Ingen                   | 1851–1857 |                                          |
| Enok Bærentsen            | Uafhængig            | Ingen                   | 1857–1858 |                                          |
| Hans Christopher Müller   | Uafhængig            | Ingen                   | 1858–1864 |                                          |
| Johannes Petersen         | Uafhængig            | Ingen                   | 1864–1866 |                                          |
| Jacob Andreas Lunddahl    | Uafhængig            | Ingen                   | 1866–1869 |                                          |
| Oliver Petræus Effersøe   | Mellempartiet        | Højre                   | 1869–1872 |                                          |
| Bærent Bærentsen          | Uafhængig            | Højre                   | 1872–1884 |                                          |
| Johan Henrik Schrøter     | Uafhængig            | Ingen                   | 1884–1887 |                                          |
| Hans Christopher Müller   | Uafhængig            | Ingen                   | 1887–1890 |                                          |
| Thomas Thomsen            | Uafhængig            | Ingen                   | 1890–1898 |                                          |
| Klæmint Olsen             | Uafhængig            | Ingen                   | 1898–1901 |                                          |
| Jóannes Patursson         | Fólkaflok            | Venstrereformpartiet    | 1901–1906 | Før var han Vinnuflokkurin og Sjálvstyri |
| Oliver Effersøe           | Sambandsflokkurin    | Venstre                 | 1906–1913 | Venstrereformpartiet før 1909            |
| Andrass Samuelsen         | Sambandsflokkurin    | Venstre                 | 1913–1915 |                                          |
| Edward Mitens             | Sjálvstýrisflokkurin | Ingen                   | 1915–1918 |                                          |
| Andrass Samuelsen         | Sambandsflokkurin    | Venstre                 | 1918–1939 |                                          |
| Johan Poulsen             | Sambandsflokkurin    | Venstre                 | 1939–1943 |                                          |
| Thorstein Petersen        | Fólkaflokkurin       | Konservative Folkeparti | 1943–1950 | Boykottede møderne fra 1947              |
| Peter Mohr Dam            | Javnaðarflokkurin    | Socialdemokraterne      | 1948–1953 |                                          |
| Johan Poulsen             | Sambandsflokkurin    | Venstre                 | 1950–1953 |                                          |

## Landstinget før 1953
| Navn                     | Parti                | Tilknyttet           | Periode   | Bemærkninger                                             |
| ------------------------ | -------------------- | -------------------- | --------- | -------------------------------------------------------- |
| Johan Hendrik Weihe      | Uafhængig            | Ingen                | 1851–1853 |                                                          |
| Carl Emil Dahlerup       | Uafhængig            | Ingen                | 1855–1863 |                                                          |
| Peter Holten             | Uafhængig            | Ingen                | 1862–1865 |                                                          |
| Andreas Christian Lützen | Uafhængig            | Ingen                | 1863–1866 |                                                          |
| Hans Christopher Müller  | Uafhængig            | Ingen                | 1865–1886 |                                                          |
| Harald Emil Høst         | Uafhængig            | Ingen                | 1884–1890 |                                                          |
| Klæmint Olsen            | Uafhængig            | Ingen                | 1886–1894 |                                                          |
| Fríðrikur Petersen       | Uafhængig            | Ingen                | 1894–1902 |                                                          |
| Christian Bærentsen      | Uafhængig            | Venstrereformpartiet | 1902–1906 |                                                          |
| Fríðrikur Petersen       | Sambandsflokkurin    | Venstre              | 1906–1914 |                                                          |
| Oliver Effersøe          | Sambandsflokkurin    | Venstre              | 1914–1915 |                                                          |
| Fríðrikur Petersen       | Sambandsflokkurin    | Venstre              | 1915–1917 |                                                          |
| Andrass Samuelsen        | Sambandsflokkurin    | Venstre              | 1916–1917 | Suppleant                                                |
| Jóannes Patursson        | Sjálvstýrisflokkurin | Radikale Venstre     | 1918–1920 |                                                          |
| Oliver Effersøe          | Sambandsflokkurin    | Venstre              | 1920–1928 |                                                          |
| Jóannes Patursson        | Sjálvstýrisflokkurin | Ingen                | 1928–1936 |                                                          |
| Oliver Effersøe          | Sambandsflokkurin    | Venstre              | 1929–1933 | Ikke valgt på Færøerne, men landstingsvalgt. Døde i 1933 |
| Poul Niclasen            | Sambandsflokkurin    | Socialdemokratiet    | 1936–1953 | Døde i 1953                                              |
| Hans Iversen             | Sambandsflokkurin    |                      | 1953      | Suppleant. Indtrådt efter Poul Niclasens død             |

## Folketinget efter 1953
| Navn                  | Parti               | Tilknyttet                | Periode                     | Bemærkninger |
| --------------------- | ------------------- | ------------------------- | --------------------------- | --- |
| Johan Poulsen         | Sambandsflokkurin   | Venstre                   | 1953–1964                   | |
| Peter Mohr Dam        | Javnaðarflokkurin   | Socialdemokraterne        | 1953–1957                   | |
| Thorstein Petersen    | Fólkaflokkurin      | Konservative Folkeparti   | 21. maj 1957 – 5. juli 1957 | Fundet uværdig til at sidde i Folketinget efter en dom i Højesteret på 40 dages fængsel for overtrædelse af bl.a. banklovningen. |
| Hákun Djurhuus        | Fólkaflokkurin      | Konservative Folkeparti   | 5. juli 1957–1960           | Stedfortræder for Thorstein Petersen                                                                                             |
| Johan Nielsen         | Javnaðarflokkurin   | Socialdemokraterne        | 1960–1964                   | |
| Peter Mohr Dam        | Javnaðarflokkurin   | Socialdemokraterne        | 1964–1967                   | |
| Poul Andreasen        | Fólkaflokkurin      | Konservative Folkeparti   | 1964–1968                   | |
| Johan Nielsen         | Javnaðarflokkurin   | Socialdemokraterne        | 1967–1984                   | Suppleant |
| Hákun Djurhuus        | Fólkaflokkurin      | Konservative Folkeparti   | 1968–1973                   | |
| Erlendur Patursson    | Tjóðveldisflokkurin | Ingen                     | 1973–1977                   | |
| Pauli Ellefsen        | Sambandsflokkurin   | Venstre                   | 1977–1987                   | |
| Jacob Lindenskov      | Javnaðarflokkurin   | Socialdemokraterne        | 1979–1984                   | |
| Johannes Martin Olsen | Sambandsflokkurin   | Venstre                   | 1979–1998                   | Suppleant |
| Óli Breckmann         | Fólkaflokkurin      | Konservative Folkeparti   | 1984–2001                   | |
| Jacob Lindenskov      | Javnaðarflokkurin   | Socialdemokraterne        | 1987–1988                   | |
| Pauli Ellefsen        | Sambandsflokkurin   | Venstre                   | 1988–1990                   | |
| Atli Dam              | Javnaðarflokkurin   | Socialdemokraterne        | 1990–1994                   | |
| Jacob Lindenskov      | Javnaðarflokkurin   | Socialdemokraterne        | 1990–1993                   | Suppleant |
| Edmund Joensen        | Sambandsflokkurin   | Venstre                   | 1994–1998                   | |
| Jóannes Eidesgaard    | Javnaðarflokkurin   | Socialdemokraterne        | 1998–2001                   | |
| Høgni Hoydal          | Tjóðveldi           | Den Nordatlantiske Gruppe | 2001–2011                   | |
| Lisbeth L. Petersen   | Sambandsflokkurin   | Venstre                   | 2001–2005                   | |
| Tórbjørn Jacobsen     | Tjóðveldi           | Den Nordatlantiske Gruppe | 2001–2004                   | Suppleant |
| Anfinn Kallsberg      | Fólkaflokkurin      | Konservative Folkeparti   | 2005–2007                   | |
| Edmund Joensen        | Sambandsflokkurin   | Venstre                   | 2007–2015                   | |
| Sjúrður Skaale        | Tjóðveldi           | Den Nordatlantiske Gruppe | 2007–2008                   | Suppleant |
| Annita á Fríðriksmørk | Tjóðveldi           | Den Nordatlantiske Gruppe | 2008                        | Suppleant |
| Sjúrður Skaale        | Javnaðarflokkurin   | Socialdemokraterne        | 2011–                       | |
| Aksel V. Johannesen   | Javnaðarflokkurin   | Socialdemokraterne        | 2012                        | Suppleant for Sjúrður Skaale i 1 måned                                                                                           |
| Høgni Hoydal          | Tjóðveldi           | Ingen                     | 2015–2019                   | Blev valgt den 18. juni 2015, fik orlov fra juli 2015.                                                                           |
| Magni Arge            | Tjóðveldi           | Ingen                     | 2015–2019                   | Suppleant for Høgni Hoydal fra juli 2015                                                                                         |
| Edmund Joensen        | Sambandsflokkurin   | Venstre                   | 2019–2022                   | |
| Anna Falkenberg       | Sambandsflokkurin   | Venstre                   | 2022–                       | |